# گلنسا
گلنسا نام فیلمی ۳۵ میلیمتری سیاه و سفید است به کارگردانی سرژ آزاریان که محصول سال ۱۳۳۱ است.

## خلاصه داستان
گلنسا محبوب جوانان دهکده‌است و همه خواهان ازدواج با او هستند، ولی او فریب وسوسه‌های جوانی شهری را می‌خورد و صاحب فرزندی می‌شود. سپس جوان او را ترک می‌کند و پنج سال بعد وقتی به ده بازمی‌گردد با فرزندش روبرو می‌شود و او را با خود به شهر می‌برد. گلنسا که گمان می‌کند فرزندش را دریا از او گرفته خود را در دریا غرق می‌کند. محمود، پدر گلنسا نیز انتقام دخترش را در شهر از جوانی که مسبب این فاجعه‌است می‌گیرد.